# Kruchaweczka biaława

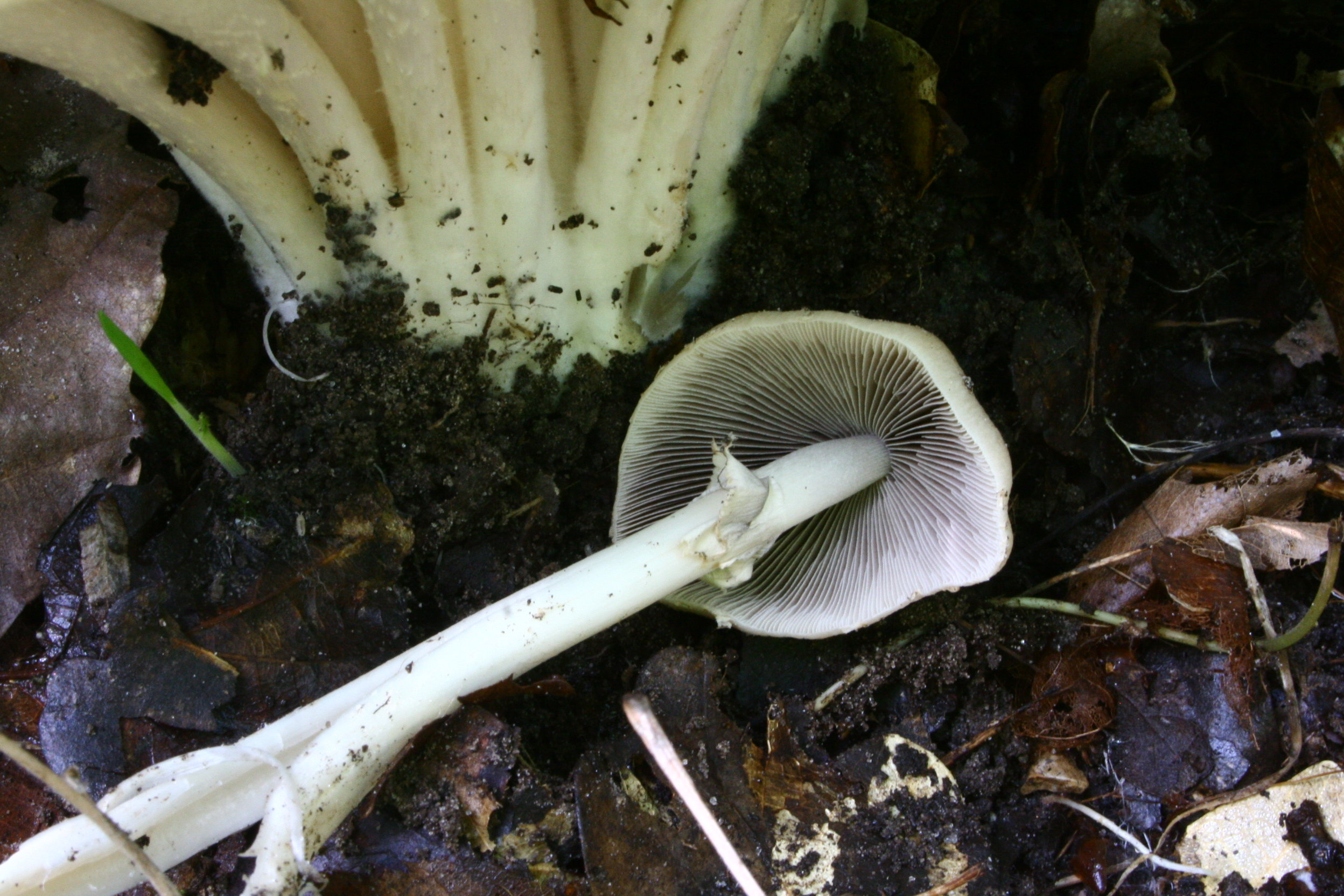

Kruchaweczka biaława (Psathyrella leucotephra (Berk. & Broome) P.D. Orton – gatunek grzybów należący do rodziny kruchaweczkowatych (Psathyrellaceae).

## Systematyka i nazewnictwo
Pozycja w klasyfikacji według Index Fungorum: Psathyrella, Psathyrellaceae, Agaricales, Agaricomycetidae, Agaricomycetes, Agaricomycotina, Basidiomycota, Fungi.
Po raz pierwszy takson ten opisali w 1870 r. Miles Joseph Berkeley i Christopher Edmund Broome nadając mu nazwę Agaricus leucotephrus. Obecną, uznaną przez Index Fungorum nazwę nadał mu Peter Darbishire Orton w 1960 r.
Synonimy:
- Agaricus leucotephrus Berk. & Broome 1870
- Drosophila leucotephra (Berk. & Broome) Kühner & Romagn., 1953
- Hypholoma leucotephrum (Berk. & Broome) Sacc. 1887
- Psathyra leucotephra (Berk. & Broome) G. Bertrand 1913

Polską nazwę zaproponował Władysław Wojewoda w 2003 r.

## Morfologia
Kapelusz
Średnica 3–7 cm, początkowo wypukły, potem spłaszczony, bez żłobkowanego brzegu. Jest higrofaniczny; w stanie wilgotnym powierzchnia o barwie od żółtawobrązowej do bladobrązowej, w stanie suchym prawie biała. Na brzegu kapelusza przez jakiś czas utrzymują się fragmenty zasnówki.
Trzon
Wysokość 8–12 cm, grubość 4–8 mm, walcowaty, czasami zwężający się nieznacznie w kierunku wierzchołka. Powierzchnia biaława, poniżej pierścienia nieco kłaczkowata. Pierścień błoniasty, zwisający.
Blaszki
Przyrośnięte, dość gęste, początkowo bardzo blade, płowożółte, potem szare i ciemnofioletowe. Ostrza białawe. U młodych owocników blaszki przykryte zasnówką.
Miąższ
Bez wyraźnego zapachu, o łagodnym, mącznym smaku.
Cechy mikroskopowe
Zarodniki 7,5–10 × 5–6 µm, elipsoidalne, gładkie z porami rostkowymi. Wysyp zarodników fioletowo-brązowy. Podstawki 4- zarodnikowe. Cheilocystydy głównie w kształcie kolby lub butelki. Sprzążki występują.

## Występowanie
Opisano występowanie Psathyrella leucotephra w wielu krajach Europy, w dwóch miejscach Ameryki Północnej i na jednym stanowisku w Ameryce Południowej. Władysław Wojewoda w swoim zestawieniu grzybów wielkoowocnikowych Polski w 2003 r. podaje 3 jego stanowiska z uwagą, że rozprzestrzenienie tego gatunku w Polsce i stopień zagrożenia nie są znane.
Saprotrof. Występuje na polanach i w lasach iglastych i liściastych na opadłych gałązkach i leżących pniach drzew.